# Campeonato Norteamericano y Caribeño de Balonmano Femenino
El Campeonato Norteamericano y Caribeño de Balonmano Femenino es la máxima competición de selecciones de balonmano de Norteamérica y el Caribe. La primera edición tuvo lugar en 2015, después de que el Campeonato Panamericano de Balonmano Femenino quedase dividido en dos.

## Ediciones
| N.° | Año  | Sede           | Oro         | Plata          | Bronce               |
| --- | ---- | -------------- | ----------- | -------------- | -------------------- |
| I   | 2015 | Puerto Rico    | Cuba        | México         | Estados Unidos       |
| II  | 2017 | Puerto Rico    | Puerto Rico | Estados Unidos | República Dominicana |
| III | 2019 | México         | Cuba        | Puerto Rico    | Groenlandia          |
| IV  | 2021 | Estados Unidos | Puerto Rico | Groenlandia    | México               |
| V   | 2023 | Groenlandia    | Groenlandia | Canadá         | México               |

## Medallero histórico
| Núm. | País                 | Oro | Plata | Bronce | Total |
| ---- | -------------------- | --- | ----- | ------ | ----- |
| 1    | Puerto Rico          | 2   | 1     | 0      | 3     |
| 2    | Groenlandia          | 1   | 1     | 1      | 3     |
| 3    | Cuba                 | 2   | 0     | 0      | 2     |
| =    | México               | 0   | 1     | 2      | 3     |
| 4    | Estados Unidos       | 0   | 1     | 1      | 1     |
| 5    | Canadá               | 0   | 1     | 0      | 1     |
| 6    | República Dominicana | 0   | 0     | 1      | 1     |